# Ramići (Banja Luka)
Pour les articles homonymes, voir Ramići.
Ramići (en serbe cyrillique : Рамићи) est un village de Bosnie-Herzégovine. Il est situé sur le territoire de la ville de Banja Luka et dans la république serbe de Bosnie. Selon les premiers résultats du recensement bosnien de 2013, il compte 1 789 habitants.

## Géographie
Le village est situé sur les bords de la rivière Ivaštanka.

## Démographie

### Évolution historique de la population dans la localité
| 1948 | 1953 | 1961 | 1971 | 1981  | 1991  | 2013  |
| ---- | ---- | ---- | ---- | ----- | ----- | ----- |
| -    | -    | 873  | 903  | 1 015 | 1 035 | 1 789 |

|  |